# Tongren (Huangnan)
| Tibetische Bezeichnung                                          |
| --------------------------------------------------------------- |
| Tibetische Schrift: རེབ་གོང། རེ་སྐོང། རེབ་སྐོང། ཐུང་རེན།                  |
| Wylie-Transliteration: reb gong, re skong, reb skong, thung ren |
| Offizielle Transkription der VRCh: Rêbgong                      |
| Andere Schreibweisen: Repgong, Rebgong                          |
| Chinesische Bezeichnung                                         |
| Traditionell: 同仁縣、熱貢                                      |
| Vereinfacht: 同仁县、热贡                                       |
| Pinyin:Tóngrén Xiàn, Règòng                                     |

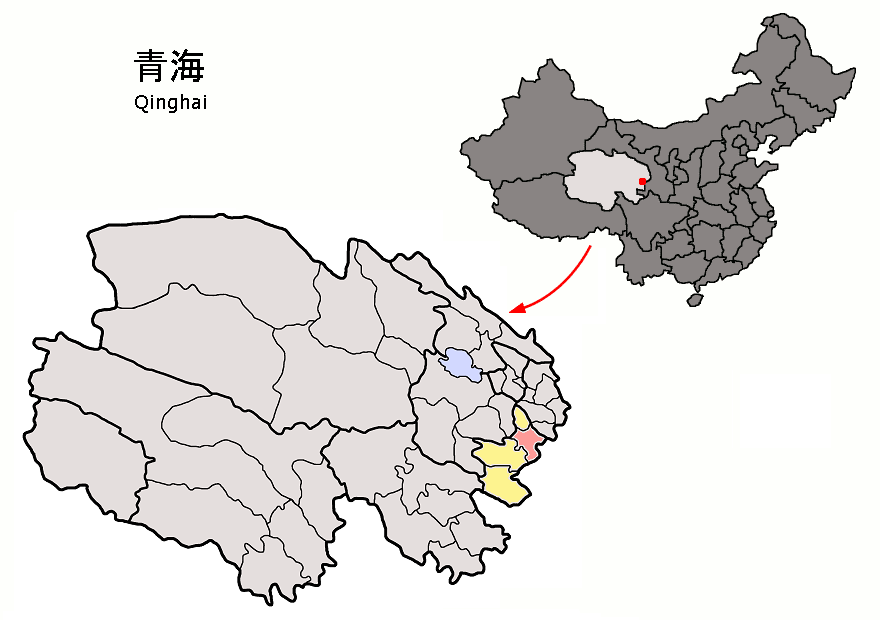
Lage von Tongren (rosa) in Huangnan (gelb)

Der Kreis Tongren oder Rebgong ist ein Kreis im Osten der chinesischen Provinz Qinghai. Er gehört zum Verwaltungsgebiet des Autonomen Bezirks Huangnan der Tibeter. Tongren hat eine Fläche von 3.191 km² und zählt 101.519 Einwohner (Stand: Zensus 2020). Sein Hauptort ist die Großgemeinde Rongwo (隆务镇).

## Administrative Gliederung
Auf Gemeindeebene setzt sich Tongren aus drei Großgemeinden und acht Gemeinden zusammen. Diese sind:
- Großgemeinde Rongwo (Longwu 隆务镇);
- Großgemeinde Bao’an (Bao'an 保安镇);
- Großgemeinde Dowa (མདོ་བ་/Duowa 多哇镇);

- Gemeinde Loinqê (བློན་ཆེ་/Lancai 兰采乡);
- Gemeinde Xopongxi (ཞོ་འཕོངས་གཤིས་/Shuangpengxi 双朋西乡);
- Gemeinde Zainmo (Zhamao 扎毛乡);
- Gemeinde Hornag (ཧོར་ནག་/Huangnaigai 黄乃亥乡);
- Gemeinde Qukog (ཆུ་ཁོག་/Qukuhu 曲库乎乡);
- Gemeinde Nyaintog (གཉན་ཐོག་/Nianduhu 年都乎乡);
- Gemeinde Garzê (མགར་རྩེ་/Guashize 瓜什则乡);
- Gemeinde Gyaiwo (རྒྱ་བོ་/Jiawu 加吾乡).

## Ethnische Gliederung der Bevölkerung (2000)
Beim Zensus im Jahr 2000 hatte Tongren 77.040 Einwohner.
| Name des Volkes | Einwohner | Anteil  |
| --------------- | --------- | ------- |
| Tibeter         | 57.279    | 74,35 % |
| Tu              | 7.991     | 10,37 % |
| Han             | 6.814     | 8,84 %  |
| Hui             | 3.295     | 4,28 %  |
| Salar           | 1.086     | 1,41 %  |
| Bonan           | 285       | 0,37 %  |
| Mongolen        | 137       | 0,18 %  |
| Manju           | 64        | 0,08 %  |
| Dongxiang       | 35        | 0,05 %  |
| Uiguren         | 10        | 0,01 %  |
| Lisu            | 9         | 0,01 %  |
| Qiang           | 9         | 0,01 %  |
| Zhuang          | 6         | 0,01 %  |
| Sonstige        | 20        | 0,03 %  |